# Открытое акционерное общество
Откры́тое акционе́рное о́бщество (ОАО) — тип акционерного общества с возможностью передачи акционерами своих акций третьим лицам без необходимости получения согласия других акционеров.
Понятие «открытое акционерное общество» было введено «Положением об акционерных обществах и обществах с ограниченной ответственностью», утверждённом постановлением Совета Министров СССР от 19 июня 1990 года № 590. В начале 1990-х понятие было закреплено в законодательстве ряда независимых государств, образовавшихся после распада СССР.
В начале XXI века в Казахстане, на Украине и в России понятие «открытое акционерное общество» было упразднено в связи с изменением законодательства. Так, закон Республики Казахстан «Об акционерных обществах» от 13 мая 2003 года упразднил деление на открытые и закрытые акционерные общества. Статья 5 закона Украины «Об акционерных обществах» от 17 сентября 2008 года вместо открытого и закрытого акционерного общества вводила понятия «публичное акционерное общество» (укр. публічне акціонерне товариство) и «частное акционерное общество» (укр. приватне акціонерне товариство); в течение двух лет после вступления закона в силу (до 30 апреля 2011 года) открытые акционерные общества должны были перерегистрироваться. С 1 сентября 2014 года ОАО и ЗАО были упразднены в России в связи с вступлением в действие поправок к Гражданскому кодексу Российской Федерации; вместо них могли существовать публичные акционерные общества (ПАО), акционерные общества (АО) и общества с ограниченной ответственностью (ООО).
По состоянию на 2019 год, существование открытых акционерных обществ как типа публичной компании предусматривается в действующих редакциях Гражданского кодекса Республики Беларусь, Гражданского кодекса Киргизской Республики, Гражданского кодекса Республики Таджикистан.